# بلدة مركزية (مقاطعة دشتي)
بلدة دشتي المركزية هي بلدة إيرانية تقع في مقاطعة دشتي في محافظة بوشهر، إيران. بلغ عدد سكانها حسب تعداد عام 2006 حوالي 41,179 نسمة يشكّلون 9,155 أسرة.